# Steinbach-Hallenberg
Steinbach-Hallenberg är en stad och kurort i Landkreis Schmalkalden-Meiningen i förbundslandet Thüringen i Tyskland. 